# Guillermo Olaso
Guillermo Olaso de la Rica (* 25. März 1988 in Bilbao) ist ein ehemaliger spanischer Tennisspieler.

## Karriere
Guillermo Olaso spielte hauptsächlich auf der ATP Challenger Tour und der ITF Future Tour. Er konnte zwölf Einzel- und acht Doppelsiege auf der Future Tour feiern. Auf der Challenger Tour siegte er 2010 in Tarragona, 2013 in Qarshi und 2018 in Glasgow. Seine erfolgreichste Zeit waren nach seinem Karrierestart 2006 die Jahre 2009 bis 2011, als er im Einzel und Doppel jeweils sein Karrierehoch in der Weltrangliste erreichte: Im Juli 2011 mit Rang 167 im Einzel und im Oktober 2010 mit Platz 160 im Doppel. Alle vier Turnierteilnahmen auf der ATP World Tour bestritt er von 2011 bis 2013. Seine Premiere auf der Tour gab er 2011 bei den Båstad, wo er in der ersten Runde den Kroaten Antonio Veić besiegte und anschließend seinem Landsmann Nicolás Almagro in zwei Sätzen unterlag. Ein weiteres Mal konnte er 2013 in Barcelona ein Match gewinnen, bevor er gegen Kei Nishikori ausschied. Am 23. Dezember 2013 wurde Olaso von der ITF wegen Spielmanipulation für fünf Jahre gesperrt und mit einer Geldstrafe von 25.000 US-Dollar belegt. Dabei soll Olaso dreimal in der Saison 2010 Manipulationsversuche unternommen haben.
2017 kehrte er mit zwei Futuretiteln zum Tennis zurück. Auch auf der Challenger Tour gelangen ihm erste Erfolge, die ihn zurück in die Top 500 des Einzels und Doppels brachten. Im September 2018 spielte Olaso allerdings sein letztes Profiturnier. Ein Kuriosum in seinem letzten Jahr als Profi war ein Match beim Challenger in Dallas, wo er in der Qualifikation gegen Jewgeni Karlowski den Tie-Break des ersten Satzes mit 22:20 gewann, was einen Rekord für die Challenger Tour darstellte. Olaso verlor das Match dennoch in drei Sätzen.
Nach seiner aktiven Karriere eröffnete er eine Tennisschule in Singapur.

## Erfolge
| Legende (Anzahl der Siege)  |
| Grand Slam                  |
| ATP World Tour Finals       |
| ATP World Tour Masters 1000 |
| ATP World Tour 500          |
| ATP World Tour 250          |
| ATP Challenger Tour (3)     |

### Doppel

#### Turniersiege
| Nr. | Datum           | Turnier   | Belag         | Partner           | Finalgegner                       | Ergebnis          |
| --- | --------------- | --------- | ------------- | ----------------- | --------------------------------- | ----------------- |
| 1.  | 9. Oktober 2010 | Tarragona | Sand          | Pere Riba         | Pablo Andújar Gerard Granollers   | 7:62, 4:6, [10:5] |
| 2.  | 10. Mai 2013    | Qarshi    | Hartplatz     | Chen Ti           | Jordan Kerr Konstantin Krawtschuk | 7:65, 7:5         |
| 3.  | 6. Mai 2018     | Glasgow   | Hartplatz (i) | Gerard Granollers | Scott Clayton Jonny O’Mara        | 6:1, 7:5          |